# Daniel Ducruet
Daniel Ducruet, född 27 november 1964 i Beausoleil, Alpes-Maritimes, är en fransk före detta livvakt som var gift med prinsessan Stéphanie av Monaco 1995-96.
1988 anställdes Ducruet som livvakt åt prins Albert av Monaco. Ducruet gifte sig med Sandra Naccache och fick med henne sonen Michaël Malbouvier 1991. Kort därefter gick skilsmässan igenom. 
1991 anställdes han som livvakt igen, nu åt prins Alberts syster prinsessan Stéphanie. De inledde ett förhållande och sonen Louis Ducruet föddes den 26 november 1992. Den 4 maj 1994 föddes dottern Pauline Ducruet.
Vid en borgerlig ceremoni gifte sig Daniel Ducruet och prinsessan Stéphanie i Monaco den 1 juli 1995. De skildes den 4 oktober 1996.
På senare tid har Daniel Ducruet gjort karriär som bland annat sångare, han har släppt albumen Pourquoi Pas och Jamais personne. Ducruet har också skrivit en bok om sitt liv med de kungliga och varit med i ett antal TV-shower.